# Fosser Station
Fosser Station (Fosser stasjon) var en jernbanestation på Urskog–Hølandsbanen, der lå ved byområdet Fosser i Aurskog-Høland kommune i Norge.
Stationen åbnede 15. december 1898, da banen blev forlænget fra Bjørkelangen til Skulerud. Den blev nedlagt sammen med banen 1. juli 1960.
Den første stationsbygning opførtes i 1898 men blev ombygget til pakhus, da der opførtes en ny stationsbygning i 1910. Begge bygninger er nu revet ned, ligesom sporene på stedet for længst er fjernet.